# Thomas Piquemal
Pour les articles homonymes, voir Piquemal.
Thomas Piquemal, né le 13 mai 1969 à Lavelanet (Ariège), est un dirigeant d’entreprise français. De 2010 à mars 2016, il est directeur exécutif groupe d'EDF chargé des Finances.

## Biographie
Thomas Piquemal est diplômé de l’École supérieure des sciences économiques et commerciales (Essec).
Il commence sa carrière en 1991 au sein du cabinet de conseil et d’audit Arthur Andersen. Boxeur amateur, il s'entraine régulièrement sur un ring de Levallois-Perret dans les années 1990.
Il rejoint en 1995 la banque d’affaires Lazard Frères, où il évolue au département fusions-acquisitions. Il y devient associé-gérant cinq ans plus tard et, en 2008, c'est lui qui prend la responsabilité à Londres du partenariat stratégique signé entre Lazard et le fonds d'investissement Apollo.
En 2009, il est nommé directeur général adjoint de Veolia Environnement avant de devenir, en février 2010, directeur exécutif groupe chargé des Finances à EDF, en succédant à Daniel Camus.
Il est également, depuis 2010, administrateur du groupe financier Fimalac.
Passionné par la boxe, il aide Christophe Tiozzo à partir de janvier 2009 dans la création d’académies pour jeunes des quartiers, et devient cofondateur et Président d’honneur de l’Académie Christophe Tiozzo, dont l’objectif est de promouvoir l'insertion par la pratique de la boxe dans les quartiers dits sensibles.
Au début de mars 2016, en désaccord avec son PDG Jean-Bernard Lévy, il démissionne d'EDF car il craint que l'entreprise ne puisse pas financer à court terme la construction de deux réacteurs nucléaires EPR à Hinkley Point en Angleterre, dont le coût prévisionnel est de 24 milliards d’euros. Ce type de démission est un événement rare dans une grande entreprise. Il explique en mai 2016 à la commission des Affaires économiques de l'Assemblée nationale avoir décidé de partir « en désespoir de cause et par désespoir tout court », déclarant « qui investirait 70 % de son patrimoine sur une technologie dont nous ne savons toujours pas si elle fonctionne ? ». En janvier 2024, EDF, dont l'endettement a doublé depuis 2016, annonce  une augmentation du coût du projet, de 24 à 50 milliards d'euros.
À partir de mars 2017, il dirige la branche française de la Deutsche Bank.
Il est nommé directeur général délégué de Fimalac en mai 2018.